# Atuendo formal

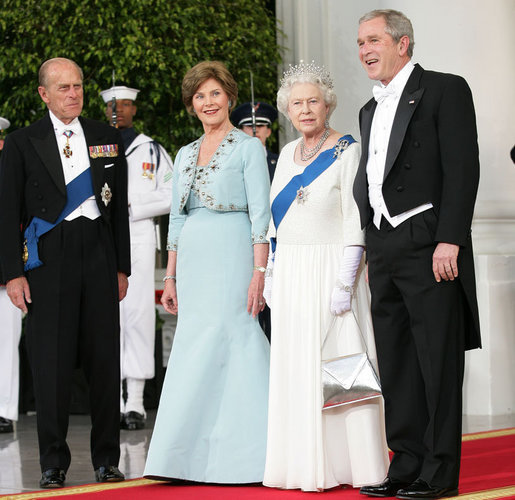
Atuendo formal de la realeza británica

El atuendo formal o vestimenta formal es la categoría de código de atuendo occidental tradicional aplicable a las ocasiones más formales, tales como casamientos, bautismos, confirmaciones, funerales, Pascua y tradiciones navideñas, además de ciertos eventos tales como cenas de estado, audiencias, bailes de gala, y carreras de caballos. El atuendo formal tradicionalmente se divide en atueno diurno formal y de noche; lo que implica chaqué (antes de las 6 de la tarde), y frac (luego de las 6 de la tarde). Algunas alternativas son generalmente permitidas, que son las versiones más formales de vestimentas ceremoniales (incluidos atuendos de corte,  uniformes diplomáticos y atuendos académicos, uniformes de gala, vestimentas religiosas, vestimentas nacionales, y más raramente levitas (la cual precedió al chaqué como atuendo formal diurno por omisión entre 1820 y 1920). Adicionalmente, a menudo el atuendo formal se suele requerir sea utilizado con las órdenes y medallas en su versión completa.
El protocolo que indica, en particular, la ropa formal tradicional de los hombres se ha mantenido prácticamente sin cambios desde principios del siglo XX. A pesar del declive que siguió a la contracultura de la década de 1960, se sigue observando en entornos formales influenciados por la cultura occidental: especialmente en Europa, América, Sudáfrica, Australia y Japón. Para las mujeres, aunque también se aplican las costumbres fundamentales de los vestidos de gala formales (y vestidos de novia), los cambios en la moda han sido más dinámicos. El tocado formal tradicional para hombres es el sombrero de copa, y para las mujeres, sombreros de una variedad de interpretaciones. Los zapatos para hombres son zapatos de vestir, botas de vestir o zapatos de salón y para mujeres, zapatos de tacón de vestir. Se pueden usar otros accesorios como guantes para hombres y guantes de ópera para mujeres.
Siendo el atuendo formal es el código de vestimenta más formal, luego le sigue ropa semiformal, equivalentemente basado en el traje de salón negro de día y de noche corbata negra ( traje de cena / esmoquin ), y vestido de noche para mujeres. El traje de salón masculino y el vestido de cóctel femenino a su vez solo vienen después de este nivel, tradicionalmente asociado con un atuendo informal. En particular, si se indica un nivel de flexibilidad (por ejemplo, "uniforme, chaqué o traje de salón", como el visto en la boda del príncipe Harry y Meghan Markle real en 2018), los anfitriones tienden a usar más interpretación formal de ese código de vestimenta para evitar a los huéspedes la inconveniencia de vestirse en forma formal en exceso.